# Grupa Nurków Minerów (13 Dywizjon Trałowców)
 Grupa Nurków Minerów  (GNM) – pododdział 13. Dywizjonu Trałowców im. adm. floty Andrzeja Karwety, wchodząca do 8 Flotylli Obrony Wybrzeża im. Wiceadmirała Kazimierza Porębskiego w Świnoujściu Marynarki Wojennej RP.

## Działalność jednostki
Powstanie Grupy Płetwonurków Minerów - Hel związane jest z budową w latach 1970–1975, Portu Północnego w Gdańsku. 

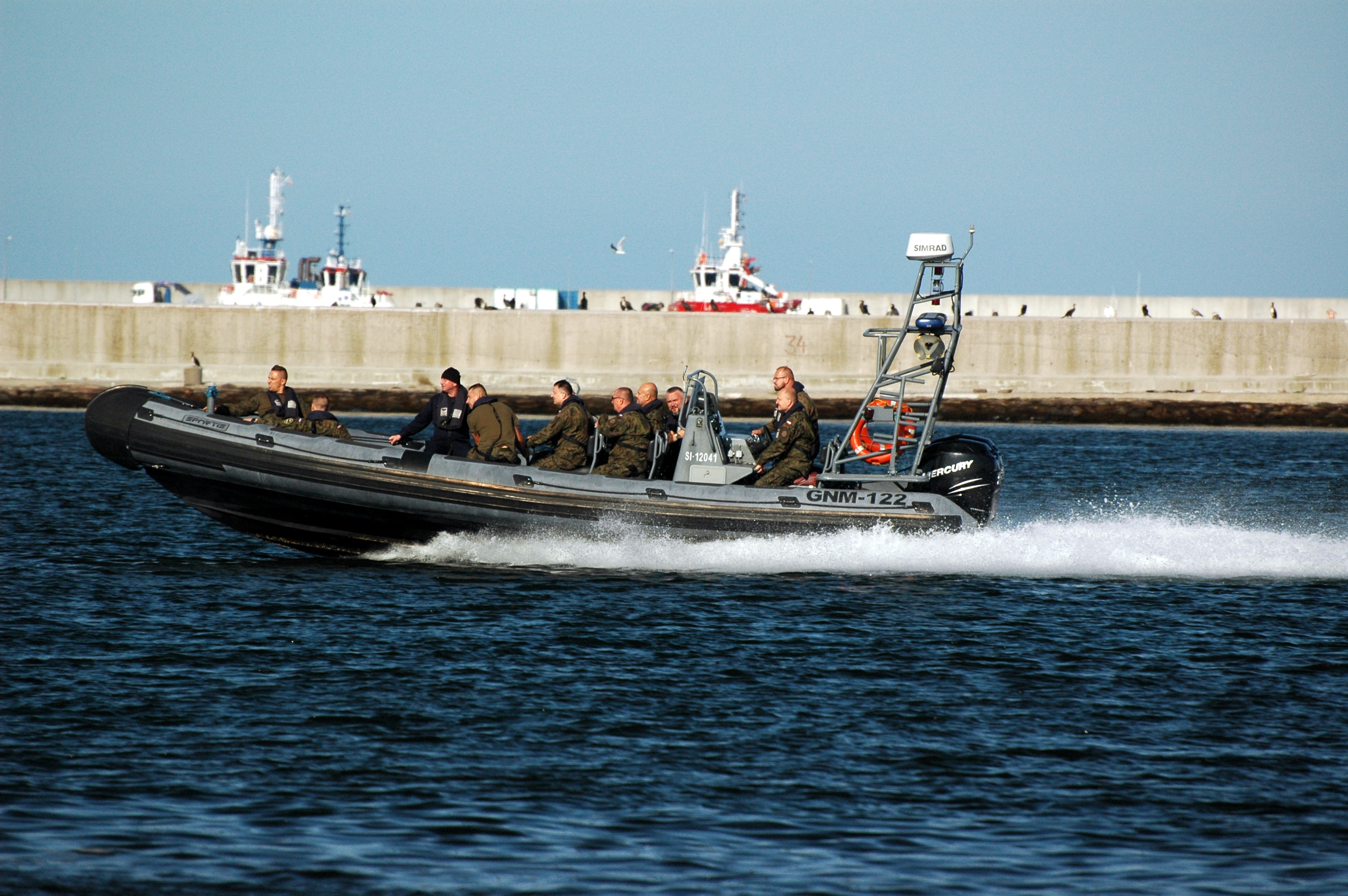
Grupa Nurków Minerów wychodzi łodzią motorową w morze (Świnoujście 2024)

Zaistniała wtedy potrzeba przeszukania dużego akwenu pod nowo powstającego portu. W tym celu powołano do życia Grupę Płetwonurków Zwiadowców, na bazie której utworzono później Grupę Płetwonurków Minerów (GPM - HEL) podlegającą pierwotnie pod 45 Dywizjon Pomocniczych Jednostek Pływających stacjonujący w Gdyni.
Pod koniec 1989 r. Grupę Płetwonurków Minerów przeniesiono do Helu i włączono w skład 13 Dywizjonu Trałowców. W 2006 r. po rozformowaniu 9 Flotylli Obrony Wybrzeża, 13 Dywizjon Trałowców wraz z Grupą Płetwonurków Minerów przebazowano do portu w Gdyni. W 2010 r. zmieniono nazwę grupy ostatecznie na Grupa Nurków Minerów, która do dziś jest aktualną nazwą.

## Zadania oraz działanie

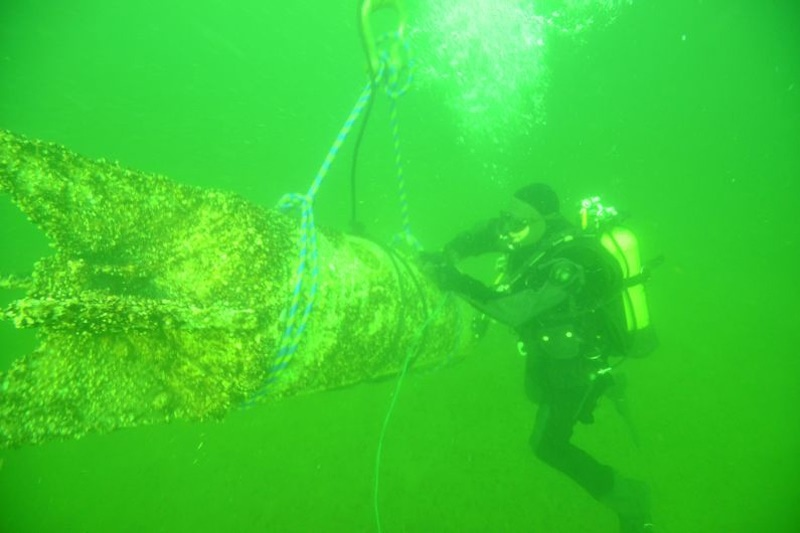
Marynarze z 13 Dywizjonu Trałowców niszczą na Zatoce Gdańskiej miny morskie z czasów II wojny światowej.

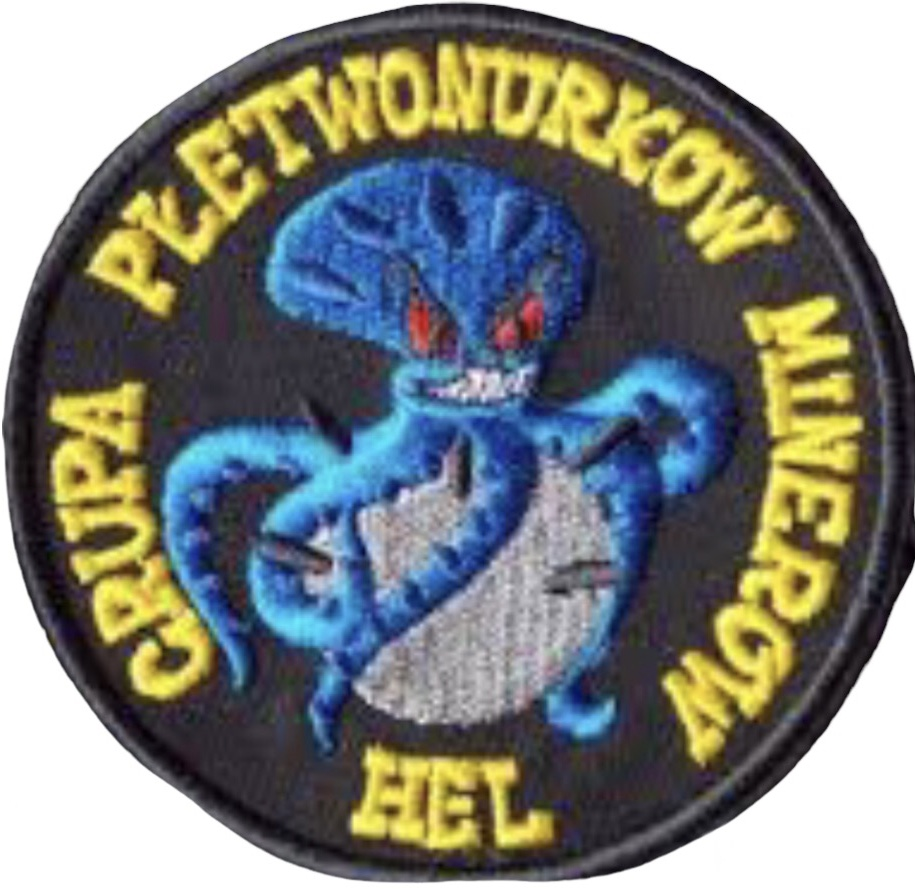

Do dziś realizuje GNM zadania z zakresu obrony przeciwminowej i zadania specjalne.
W 1996 r. płetwonurkowie Grupy Płetwonurków Minerów wydobyli poniemiecką amunicję z zatopionej barki.
W 1997 r. z jeziora Starogrodzkiego koło Chełmna wydobyto niemiecki niekierowany pocisk rakietowy z czasów II wojny światowej.
W 1999 r. w rządowym gospodarstwie pomocniczym w Łańsku, dawnym ośrodku wypoczynkowym Urzędu Rady Ministrów PRL oznaczony kryptonimem W-1, zneutralizowana została bomba lotnicza. 
W roku 2001 nurkowie zaangażowani byli w rozminowanie i przygotowanie rejonu do ćwiczenia międzynarodowego NATO pod kryptonimem STRONG RESOLVE 2002 w rejonie portu i Centralnego Poligonu Sił Powietrznych w Ustce. 
GNM zaangażowana była również w wydobycie amunicji z zatopionej, poniemieckiej barki amunicyjnej na Oksywiu w Gdyni, na wysokości osiedla Rybaki. Za wykonanie tych zadań oraz wielu innych GNM otrzymała wiele nagród resortowych, podziękowań od przełożonych, władz lokalnych i mieszkańców rozminowanych terenów.